# Fritzi Brunette
Fritzi Brunette, nome alla nascita Florence Brunet (Savannah, 27 maggio 1890 – Hollywood, 28 settembre 1943), è stata un'attrice statunitense la cui carriera cinematografica, iniziata negli anni dieci del Novecento, si concluse nei primi anni quaranta.
Fu sposata con William Robert Daly, attore e regista del cinema muto, sotto la cui direzione girò diversi film.

## Filmografia
- When Heart Wires Cross
- A Waiter of Weight
- The Joy Ride
- His Neighbor's Wife, regia di Pat Powers - cortometraggio (1912)
- For the Good of All, regia di Pat Powers - cortometraggio (1912)
- The Housekeeper
- There's Many a Slip - cortometraggio (1912)
- Babies Three, regia di Harry C. Mathews - cortometraggio (1912)
- Mates and Mis-Mates - cortometraggio (1912)
- Her Life's Story, regia di Frank Powell - cortometraggio (1912)
- Dora, regia di Frank Powell - cortometraggio (1912)
- As the Wind Blows
- Fate's Way - cortometraggio (1912)
- Her Ambition
- Two Women - cortometraggio (1912)
- On the Danger Line - cortometraggio (1912)
- The First Glass - cortometraggio (1912)
- It Happened Thus - cortometraggio (1912)
- The Foolishness of Oliver - cortometraggio (1912)
- The Consequences - cortometraggio (1912)
- The Professor's Dilemma - cortometraggio (1912)
- The Grouch - cortometraggio (1913)
- The Lie - cortometraggio (1913)
- The Hypocrite - cortometraggio (1913)
- Sunny Smith - cortometraggio (1913)
- The Appeal - cortometraggio (1913)
- That Boy from Missouri - cortometraggio (1913)
- Annie Laurie, regia di Lawrence B. McGill - cortometraggio (1913)
- Percy H. Baldwin, Trifler - cortometraggio (1913)
- For the Sins of Another, regia di William Robert Daly - cortometraggio (1913)
- The Winner - cortometraggio (1913)
- For Old Love's Sake - cortometraggio (1913)
- The Ring of Sorrow - cortometraggio (1913)
- The End of the Road, regia di William Robert Daly - cortometraggio (1913)
- Where the Hop Vine Twines - cortometraggio (1913)
- Miracle Mary - cortometraggio (1913)
- Admission -- Two Pins- cortometraggio (1914)
- The Militant, regia di William Robert Daly - cortometraggio (1914)
- Forgiven; Or, The Jack of Diamonds, regia di William Robert Daly (1914)
- Goaded by Jealousy, regia di William Robert Daly - cortometraggio (1915)
- The Taint, regia di William Robert Daly (1915)
- The Keeper of the Flock - cortometraggio (1915)
- The Sand Rat
- The Broken Glass
- The Greater Power - cortometraggio (1915)
- The Emigrant's Peril
- Back of the Shadows
- A Skin Game
- Her Wedding Night
- A Case of Beans
- The Mystic Ball, regia William Robert Daly - cortometraggio (1915)
- 'Neath Calvary's Shadows, regia di William Robert Daly - cortometraggio (1915)
- The Price She Paid - cortometraggio (1915)
- The Tiger Slayer, regia di William Robert Daly - cortometraggio (1915)
- When California Was Wild, regia di William Robert Daly - cortometraggio (1915)
- Jungle Justice, regia di William Robert Daly - cortometraggio (1915)
- Diamonds Are Trumps, regia di William Robert Daly - cortometraggio (1916)
- Virtue Triumphant, regia di William Robert Daly - cortometraggio (1916)
- The Uncut Diamond, regia di William Robert Daly - cortometraggio (1916)
- Unto Those Who Sin, regia di William Robert Daly (1916)
- A Serpent in the House
- At Piney Ridge, regia di William Robert Daly (1916)
- The Test of Chivalry, regia di William Robert Daly - cortometraggio (1916)
- The Hare and the Tortoise, regia di William Robert Daly - cortometraggio (1916)
- The Reprisal, regia di William Robert Daly - cortometraggio (1916)
- The Conflict, regia di William Robert Daly - cortometraggio (1916)
- The Germ of Mystery, regia di William Robert Daly - cortometraggio (1916)
- Out of the Mist, regia di William Robert Daly - cortometraggio (1916)
- His Brother's Keeper, regia di William Robert Daly - cortometraggio (1916)
- Into the Northland, regia di William Robert Daly - cortometraggio (1916)
- A Pair of Shadows
- Beware of Strangers, regia di Colin Campbell (1917)
- Il Giaguaro (The Jaguar's Claws), regia di Marshall Neilan (1917)
- The Golden Bullet, regia di Fred Kelsey - cortometraggio (1917)
- Who Shall Take My Life?, regia di Colin Campbell (1917)
- The City of Purple Dreams, regia di Colin Campbell (1918)
- The Still Alarm, regia di Colin Campbell (1918)
- Playthings, regia di Douglas Gerrard (1918)
- The Velvet Hand
- And a Still Small Voice
- The Sealed Envelope
- The Railroader
- Whitewashed Walls, regia di Park Frame (1919)
- The Woman Thou Gavest Me, regia di Hugh Ford (1919)
- Jacques of the Silver North, regia di Norval MacGregor (1919)
- A Sporting Chance, regia di Henry King (1919)
- The Woman Under Cover, regia di George Siegmann (1919)
- The Lord Loves the Irish, regia di Ernest C. Warde (1919)
- Live Sparks, regia di Ernest C. Warde (1920)
- $30,000 (o Thirty Thousand Dollars), regia di Ernest C. Warde (1920)
- The Dream Cheater, regia di Ernest C. Warde (1920)
- Number 99, regia di Ernest C. Warde (1920)
- The Green Flame, regia di Ernest C. Warde (1920)
- The House of Whispers, regia di Ernest C. Warde (1920)
- The Devil to Pay, regia di Ernest C. Warde (1920)
- The Coast of Opportunity, regia di Ernest C. Warde (1920)
- Tiger True, regia di J.P. McGowan (1921)
- The Butterfly Girl, regia di John Gorman (1921)
- Discontented Wives, regia di J.P. McGowan (1921)
- A Wife's Awakening, regia di Louis J. Gasnier (1921)
- A colpo sicuro (Sure Fire), regia di John Ford (1921)
- The Man from Lost River, regia di Frank Lloyd (1921)
- While Satan Sleeps, regia di Joseph Henabery (1922)
- The Crusader, regia di Howard M. Mitchell (1922)
- Bells of San Juan , regia di Scott R. Dunlap (1922)
- The Boss of Camp Four, regia di W. S. Van Dyke (1922)
- The Other Side, regia di Hugh Dierker (1922)
- The Footlight Ranger, regia di Scott R. Dunlap (1923)
- Cause for Divorce, regia di Hugh Dierker (1923)
- The Pace That Thrills, regia di Webster Campbell (1925)
- Camille of the Barbary Coast, regia di Hugh Dierker (1925)
- The Virgin Wife (1926)
- Driftwood, regia di Christy Cabanne (1928)
- Rustlers of Red Dog, regia di Louis Friedlander (Lew Landers) (1935)
- This Is the Life, regia di Marshall Neilan (1935)
- Tailspin Tommy in The Great Air Mystery , regia di Ray Taylor (1935)
- San Francisco, regia di W.S. Van Dyke II (1936)
- La vergine di Salem (Maid of Salem), regia di Frank Lloyd (1937)
- I fanciulli del West (Way Out West), regia di James W. Horne (1937)
- Cupo tramonto (Make Way for Tomorrow), regia di Leo McCarey (1937)
- Anime sul mare (Souls at Sea), regia di Henry Hathaway (1937)
- Un mondo che sorge (Wells Fargo), regia di Frank Lloyd (1937)
- Disbarred, regia di Robert Florey (1939)
- Persons in Hiding, regia di Louis King (1939)
- Ombre rosse (Stagecoach), regia di John Ford (1939)
- The Star Maker, regia di Roy Del Ruth (1939)
- Honeymoon in Bali, regia di Edward H. Griffith (1939)
- $1000 a Touchdown, regia di James P. Hogan (1939)
- Il romanzo di una vita (Edison, the Man), regia di Clarence Brown (1940)
- Arriva John Doe! (Meet John Doe), regia di Frank Capra (1941)
- You're Telling Me